# Tour de Yancheng
El Tour de Yancheng (oficialmente: Tour of Yancheng Costal Wetlands) es una carrera ciclista profesional china disputada en la reserva de los Húmedales Costeros de Yancheng.
Creada en 2014, forma parte del UCI Asia Tour en principio en la categoría 1.2 (carrera de un solo día), enseguida pasó a categoría 2.2 (prueba por etapas) en 2015.

## Palmarés
| Año  | Ganador             | Segundo           | Tercero                |
| ---- | ------------------- | ----------------- | ---------------------- |
| 2014 | Jesse Kerrison      | Jurgen van Diemen | Alois Kaňkovský        |
| 2015 | Evaldas Šiškevicius | Ma Guangtong      | Mark Sehested Pedersen |
| 2016 | Jakub Mareczko      | Māris Bogdanovičs | Emīls Liepiņš          |

## Palmarés por países
| País      | Victorias |
| --------- | --------- |
| Australia | 1         |
| Lituania  | 1         |
| Italia    | 1         |